# Color Dreams
Color Dreams är en utvecklare av spel till Nintendo Entertainment System. Det som skiljer spel tillverkade av Color Dreams från de flesta andra tillverkare av spel till någon konsol från Nintendo är det att Color Dreams inte använde sig av en officiell licens. Color Dreams lyckades att arbeta sig runt den inbyggda spärr som finns i varje konsol och spel tillverkade av Nintendo.